# Федеріка Мунцень-і-Мане
Федеріка Мунцень-і-Мане (кат. Federica Montseny i Mañé; нар. 12 лютого 1905, Мадрид, Іспанія — 14 січня 1994, Тулуза, Франція) — іспанська анархістка (просувала ідеї анархо-фемінізму та анархо-натуризму), письменниця (поетеса, прозаїкиня, есеїстка і дитяча письменниця), антипроституційна феміністка.
Міністерка охорони здоров'я в ході соціальної революції (перша жінка-міністр в Іспанії), займала цю посаду паралельно з громадянською війною.
Удостоєна місця на «Поверсі спадщини» Джуді Чикаго.

## Життєпис
Народилася в Мадриді 12 лютого 1905 року в сім'ї співредакторів анархістського журналу «La Revista Blanca» (1898-1905): антиавторитарного письменника і пропагандиста Жуана Мунценя і анархістської активістки Терези Мане-i-Міраве. Федеріка була, за власними словами, дочкою сімейства старих анархістів.
У 1912 році сім'я повернулася в Каталонію, де пізніше заснувала видавництво.
Вивчала філософію в Університеті Барселони.
У 1930 році зустрілася з анархістом Germinal Esgleas Jaume, в шлюбі з яким до його смерті в 1981 році в Тулузі народила трьох дітей.
Як вигнанка, переїхала до Франції в 1939 році, де написала багато книг, здебільшого не стосовних до політики.
Померла 14 лютого 1994 в Тулузі і похована на місцевому кладовищі Cementiri de Rapas.

## Діяльність
У Каталонії, після 1912 року, Мунцень-і-Мане приєдналася до анархістської профспілки Національна корфедерація праці (Confederación Nacional del Trabajo) і писала статті для анархістських журналів, таких як «Solidaridad Obrera», «Tierra y Libertad» і «Nueva Senda». У 1927 році приєдналася до Федерації анархістів Іберії.
Під час громадянської війни в Іспанії Мунцень-і-Мане підтримала республіканський уряд. Вона відкинула насильство на республіканській території, і в листопаді 1936 Франциско Ларго Кабальєро призначив її на посаду міністерки охорони здоров'я. Мунцень-і-Мане стала першою жінкою-членкинею кабінету міністрів в історії Іспанії і однією з перших жінок-міністрів у Західній Європі, і як міністерка спрямовувалася на трансформацію суспільного здоров'я для задоволення потреб бідних верств населення і робочого класу. З цією метою Мунцень-і-Мане підтримує децентралізовані швидкі профілактичні програми в галузі охорони здоров'я, що мобілізують весь робочий клас для військових потреб.
Враховуючи лібертаріанські традиції її родини, рішення увійти в уряд Народного фронту було особливо важким, хоча і заохочувалося анархо-синдикалістською спілкою НКТ як співпраця з урядом з метою виступу єдиним фронтом проти фашистської загрози, що надходила від повстанських військ Франсіско Франко.

## Публікації
- Horas trágicas (1921)
- La Victoria. Novela en la que se narran los problemas de orden moral que se le presentan a una mujer de ideas modernas (Barcelona: 1925)
- El hijo de Clara. Segunda parte de «La Victòria» (Barcelona: Impresos Costa, 1927)
- La Indomable (1928)
- La mujer, problema del hombre (1932)
- El anarquismo militante y la realidad española, conferència al Coliseum, Barcelona (Barcelona: Oficina de propaganda, 1937, extracte també publicat a Boletín de Información C.N.T. i F.A.I. del 4 de març 1937, fulls 4-6.)
- Anselmo Lorenzo (1938)
- International Antifascist Solidarity: An Appeal to the Women in America, un fullet de propaganda (Nova York: I.A.S., 1938)
- Cien días de la vida d’una mujer (1949)
- El problema de los sexos (1951)
- El éxodo. Pasión y muerte de los españoles en el exilio (Tolosa de Llenguadoc: Edicions Espoir, 1969)
- Crónicas de la C.N.T. (1974)
- El anarquismo (1974)
- El éxodo anarquista (1977)
- Mis primeros cuarenta años (Esplugues de Llobregat: Plaza & Janés, 1987)